# Індепенденс (Нью-Йорк)
Індепенденс (англ. Independence) — місто (англ. town) в США, в окрузі Аллегені штату Нью-Йорк. Населення — 1085 осіб (2020).

## Демографія
Згідно з переписом 2010 року, у місті мешкало 1167 осіб у 422 домогосподарствах у складі 316 родин. Було 525 помешкань
Расовий склад населення:
| - 98,0 % — білих - 0,4 % — чорних або афроамериканців - 0,3 % — азіатів - 0,1 % — корінних американців |

До двох чи більше рас належало 1,1 %. Частка іспаномовних становила 0,8 % від усіх жителів.
За віковим діапазоном населення розподілялося таким чином: 27,8 % — особи молодші 18 років, 58,1 % — особи у віці 18—64 років, 14,1 % — особи у віці 65 років та старші. Медіана віку мешканця становила 37,7 року. На 100 осіб жіночої статі у місті припадало 105,5 чоловіків;  на 100 жінок у віці від 18 років та старших — 106,9 чоловіків також старших 18 років.
Середній дохід на одне домашнє господарство  становив 56 003 долари США (медіана — 48 088), а середній дохід на одну сім'ю — 61 433 долари (медіана — 52 159). Медіана доходів становила 43 125 доларів для чоловіків та 29 643 долари для жінок. За межею бідності перебувало 22,5 % осіб, у тому числі 41,4 % дітей у віці до 18 років та 15,2 % осіб у віці 65 років та старших.
Цивільне працевлаштоване населення становило 480 осіб. Основні галузі зайнятості: освіта, охорона здоров'я та соціальна допомога — 28,5 %, виробництво — 19,4 %, сільське господарство, лісництво, риболовля — 14,6 %.